# Miro Glavurtić
Miro Glavurtić (Škaljari pokraj Kotora, Crna Gora, 5. rujna 1932. – Utrecht, Nizozemska, 16. siječnja 2023.) bio je hrvatski slikar, književnik i mistik.

## Životopis
Miro Glavurtić rodio se je u Škaljarima pokraj Kotora, u Crnoj Gori, 1932. godine. Diplomirao je hortikulturu na Šumarskom fakultetu u Beogradu 1964. godine. Nakon toga djelovao je kao samostalan slikar i pisac.
Miro Glavurtić bio je idejni začetnik i jedan od utemeljitelja i teoretičara umjetničke skupine Mediala (1958.). Njegove su slike i crteži kompozicije realnih i nadrealnih elemenata, u kojima se izoštrenim izrazom prikazuju mitske osobnosti i krajolici (Izabela i zvijeri, 1957.).
U književnome radu iskazivao je sklonost asocijativno-nadrealnim vizijama (Satana, 1978.; Psine, 1982.). Kao neovisan izdavač od 1976. godine objavio je mnoga djela kršćanskih mistika i katoličke obnove (Opus Dei, 1991.). Od 1992. godine živio je u Hrvatskoj.
Umro je 16. siječnja 2023. godine u Utrechtu, u Nizozemskoj.

## Djela
Nepotpun popis:
- Glad, Matica srpska, Novi Sad, 1964.
- Zvekir, Prosveta, Beograd, 1969.
- Satana: uvod u demonologiju, vl. izd., Beograd, 1978.
- Psine: roman, Zapis, Beograd, 1982.
- Pakao, vl. izd., Beograd, 1986. (2. izd. Sion, Zagreb, 1998.)
- Satana, Sion, Zagreb, 2002.
- Romski car, Otkrovenje, Beograd, 2011.

## Nagrade
- 2011.: Nagrada Dubravko Horvatić za poeziju, za Teturam kao sablast.

## Vanjske poveznice
- Ljiljani i inje / Miro Glavurtić, Digitalna zbirka i katalog Hrvatske akademije znanosti i umjetnosti, dizbi.hazu.hr
- Miro Glavurtić na remek-djela.com  Arhivirana inačica izvorne stranice od 30. ožujka 2015. (Wayback Machine)
- Miro Glavurtić, 33 priča: Miro Glavurtić: Uerka ili Pamćenje, Večernji list, 15. prosinca 2010.
- Feđa Gavrilović, Neobičan život Mire Glavurtića, jednog od posljednjih Medialaca, jutarnji.hr, 16. ožujka 2020.